# عين قاري

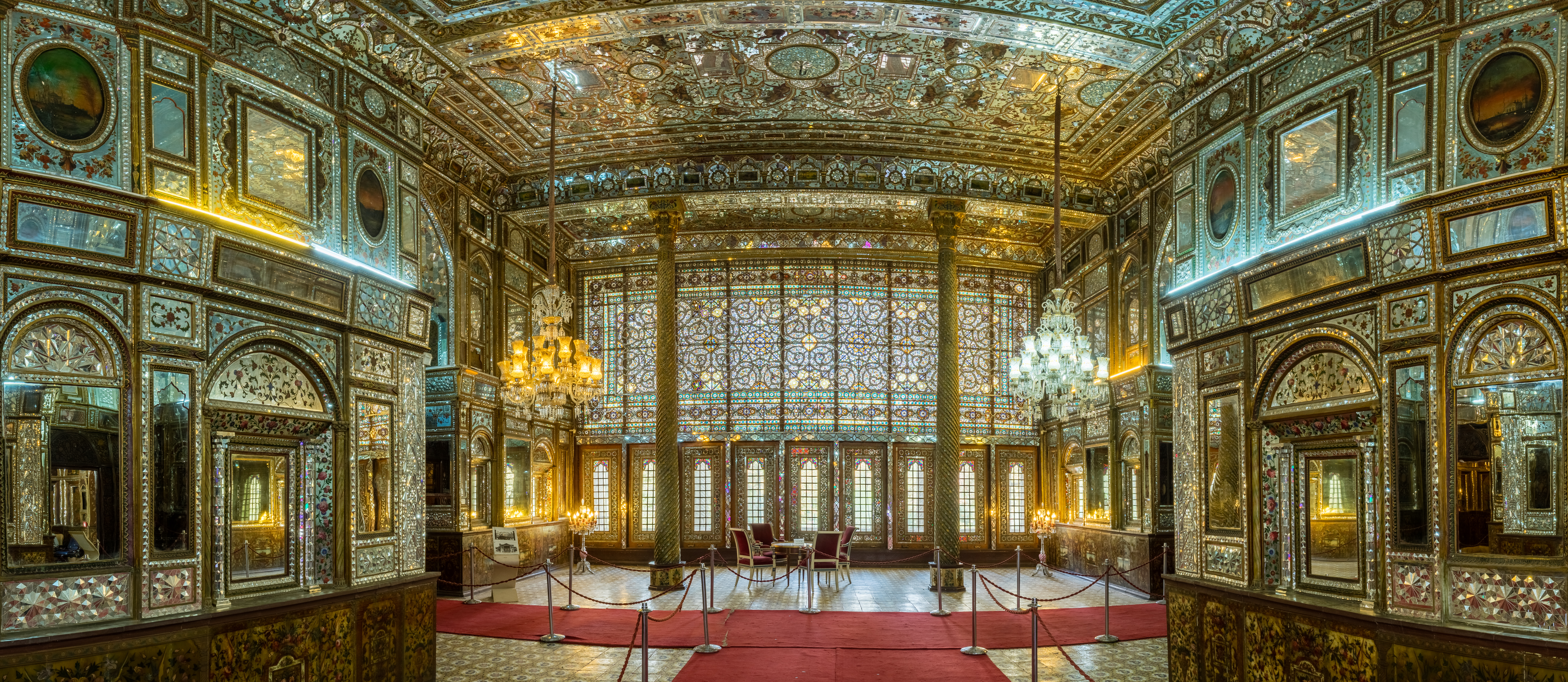
عين القاري في القاعة الرئيسة لإمارات بادجير، فيقصر كلستان، في طهران، في إيران

عين القاري أو بالفارسیة:آیینه کاری هو نوع من الديكور الداخلي الإيراني حيث يقوم الفنانون بتجميع المرايا المقطوعة بدقة معًا في أشكال هندسية أو خطية أو أوراق الشجر (مستوحاة من الزهور والنباتات الأخرى). يؤدي هذا إلى إنشاء سطح لامع جميل مغطى بجوانب معقدة، يعكس الضوء على شكل أنماط مجردة معقدة أو انعكاسات متلألئة. بجانب استخدامها الزخرفي، فتُستخدَم بوصفها غطاءً قويًّا ومتينًا للمساحات الداخلية. هذا النوع من أعمال الفسيفساء يُستخدَم بشكل شائع في إيران وباكستان ويوجد أيضًا في مباني العصر المغولي في الهند.

## علم أصول الكلمات
لفظ آیینه کاری هي كلمة فارسية مركبة، مكونة من كلمتي آیینه و کاری. آیینه تعني المرآة. کاری تعني القيام بشيء أو وضع شيء على شيء آخر. معًا يعنيان عمل المرآة.

## التاريخ
في الثقافات الإيرانية القديمة، يرمز الماء والمرايا إلى النقاء والضوء والصدق، واستخدامهما في الهندسة المعمارية الإيرانية له نفس المعنى ويأتي من نفس المفهوم.
في العصرين الزندي والقاجاري، تم تطبيق هذه الحرفة على الأبواب وإطارات النوافذ والجدران والأسقف والأعمدة في الأجنحة والمنازل الخاصة ومقاهي الشاي والزورخانات، وكذلك المباني الملكية والأضرحة. يتميز المجمع الجنائزي لشاه جراغ في شيراز بإيران بالاستخدام المكثف لعيون القاري. ويظهر أيضًا واجهة معمارية خارجية، داخل أيوانات نصف قبابية تشير إلى مدخل التلال والساحات والحدائق والبرك العاكسة.
وقد نُسبت عناصر هذه الحرفة إلى صانعي الزجاج الفينيسيين الذين دعاهم الشاه عباس الكبير إلى إيران في القرن السابع عشر. ربما تطور هذا الشكل الفني أيضًا من إعادة الاستخدام الإبداعي لقطع المرايا المحطمة المستوردة. بحلول القرن التاسع عشر، كانت المنازل الثرية في أصفهان تتميز بـ "غرفة المرآة" كمساحة استقبال، حيث تم الجمع بين أعمال المرآة والجص المنحوت وعرض مطبوعات الفنانين.
كانت منير شهرودي فارمنفارمنيان [الإنجليزية] فنانة إيرانية نجحت في جلب هذا الشكل الفني إلى المشهد الفني المعاصر من خلال إعادة تفسير فن عيون القاري.

## معرض الصور

عيون القاري، في مرقد فاطمة معصومة، في قم
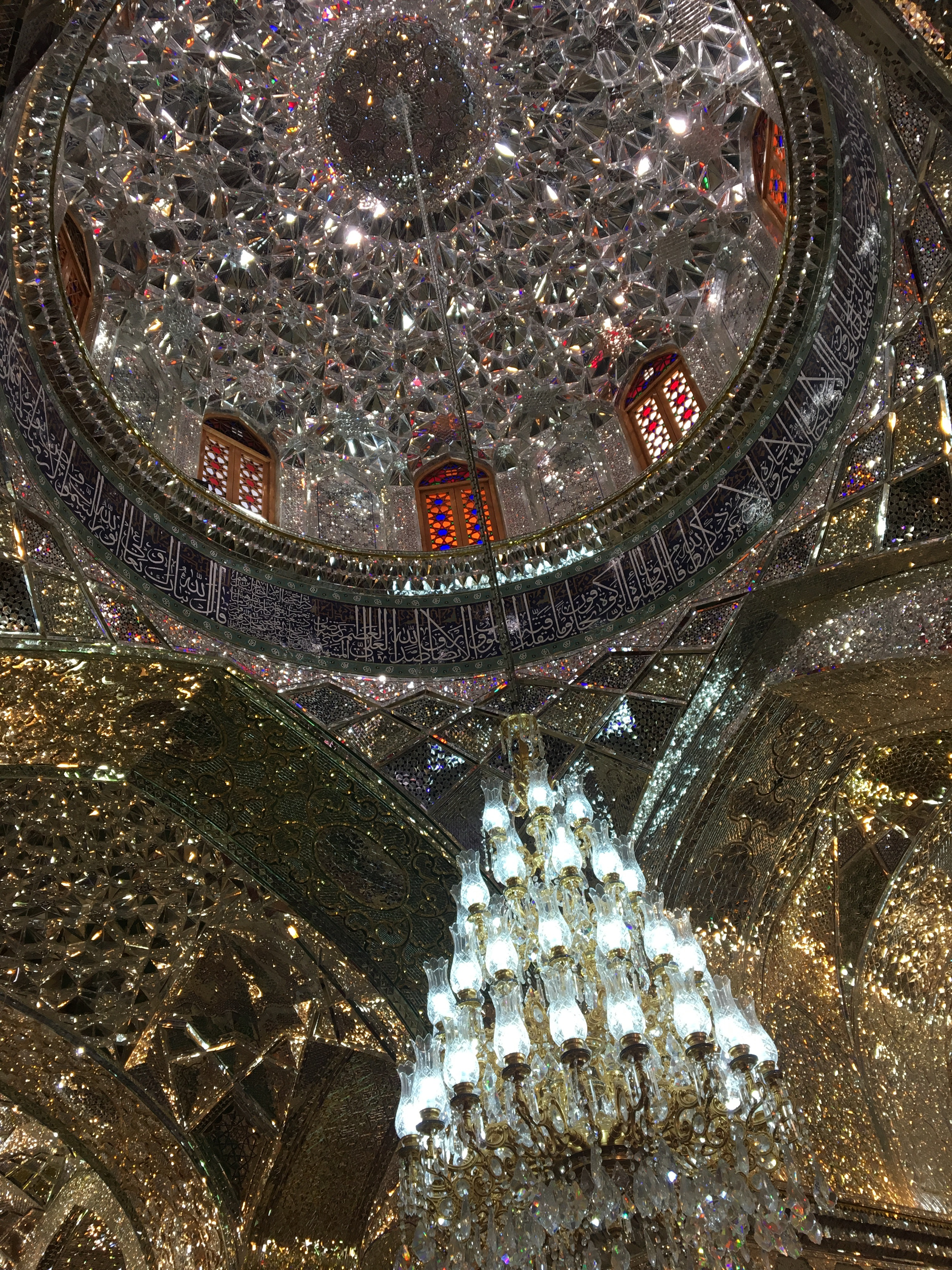
عين القاري على سقف ضريح شاه جراغ، شيراز
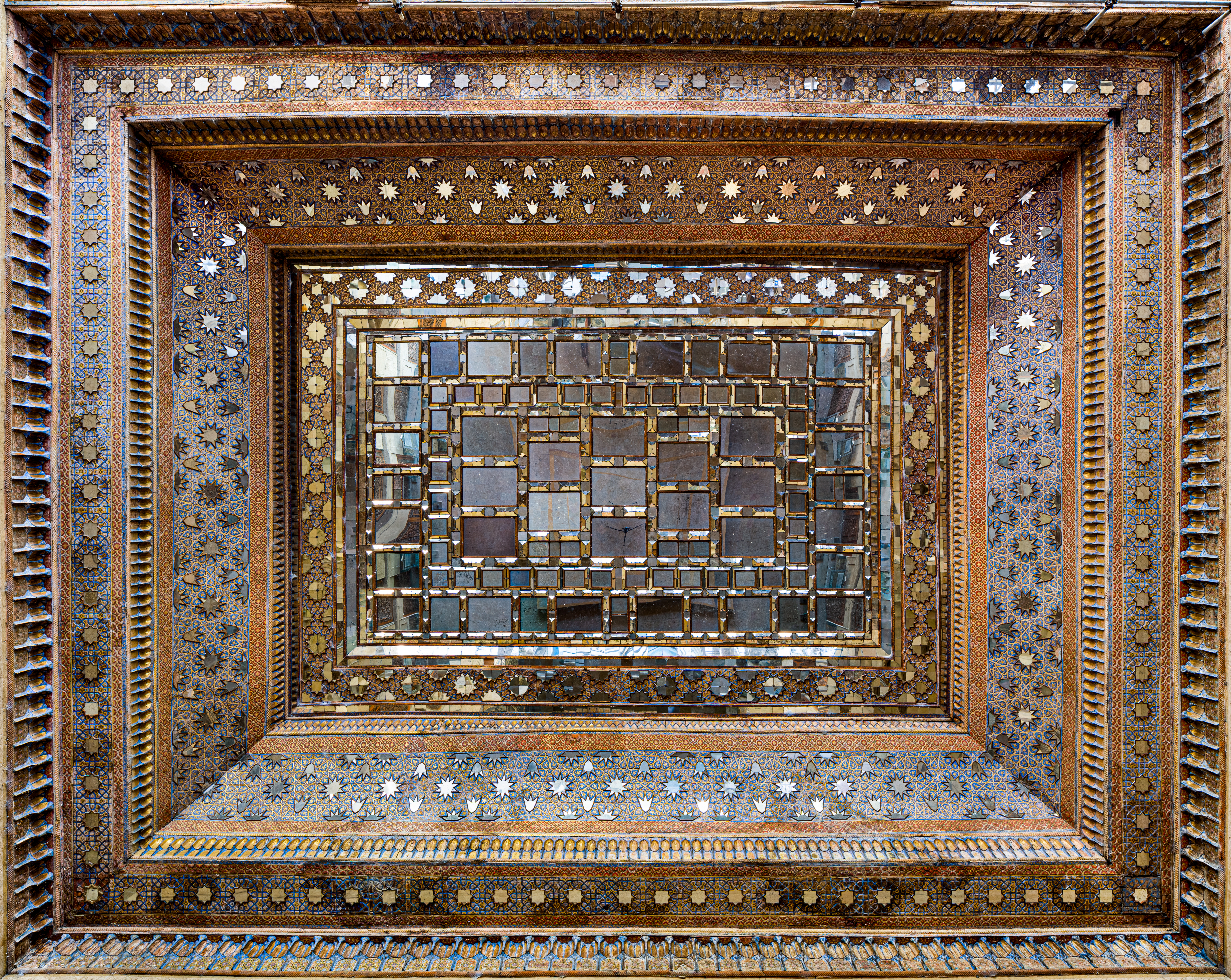
سقف قاعة المرايا في شيخ ستون التي تحتوي على عين القاري، أصفهان
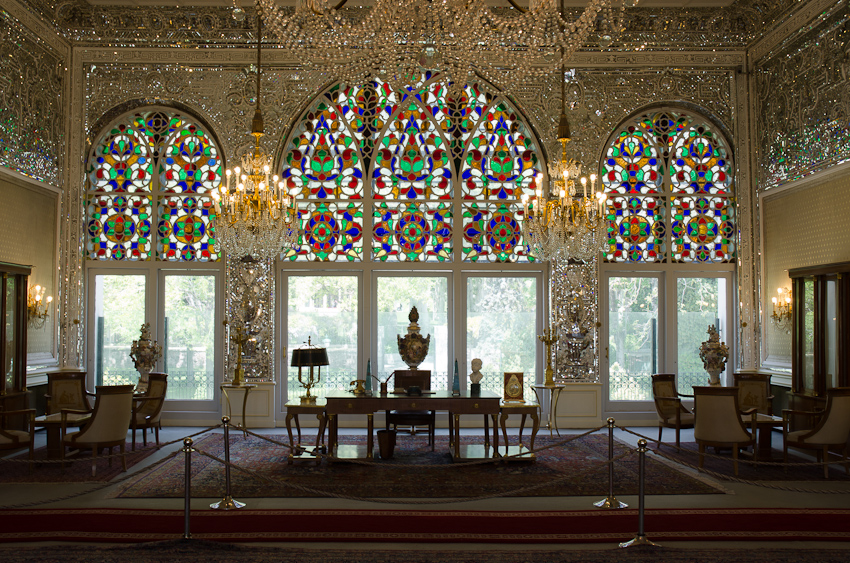
عين القاري في قصر صاحب غرانية، مجمع نيافاران، طهران
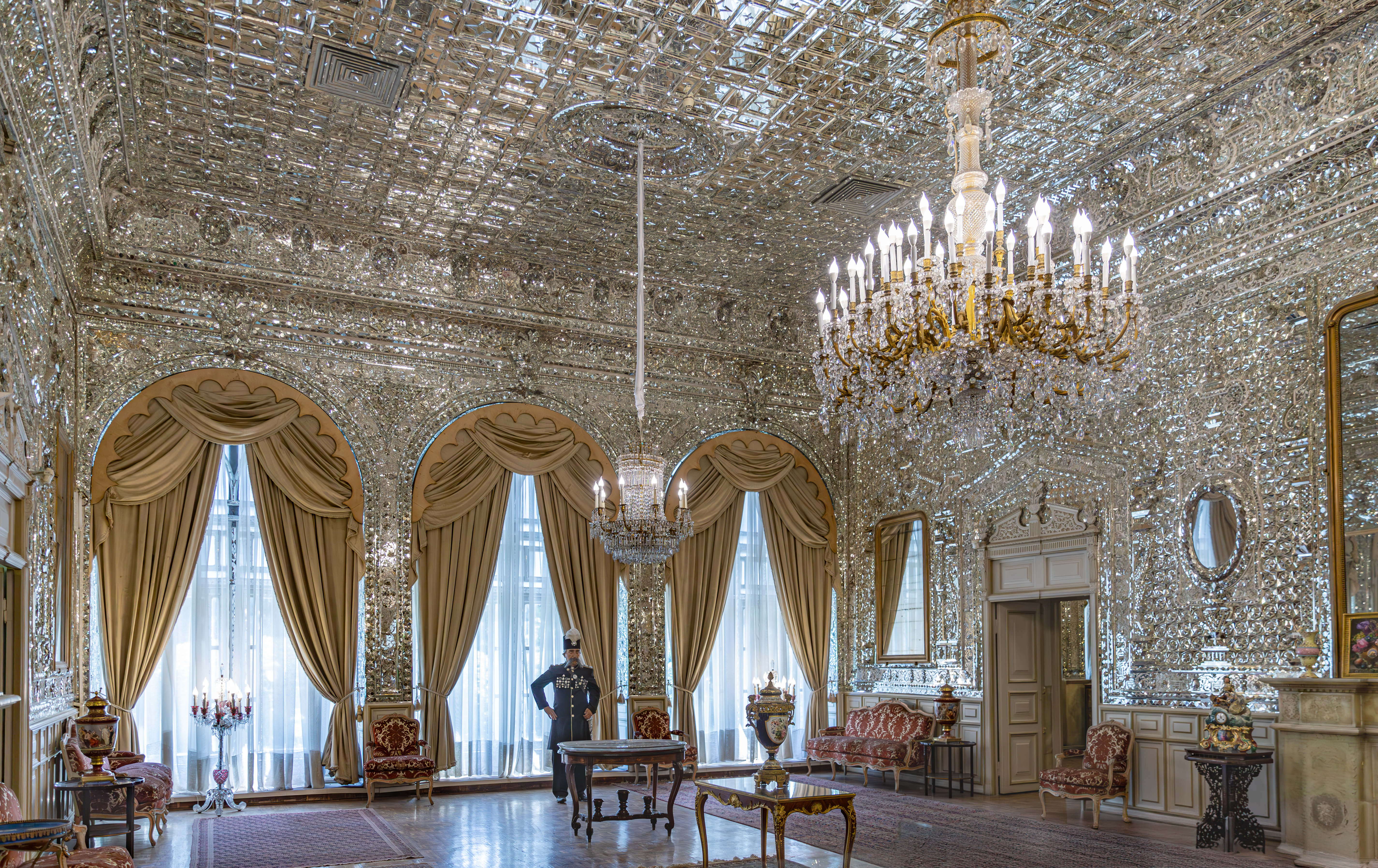
عين القاري في القاعة الرائعة بقصر جولستان، طهران
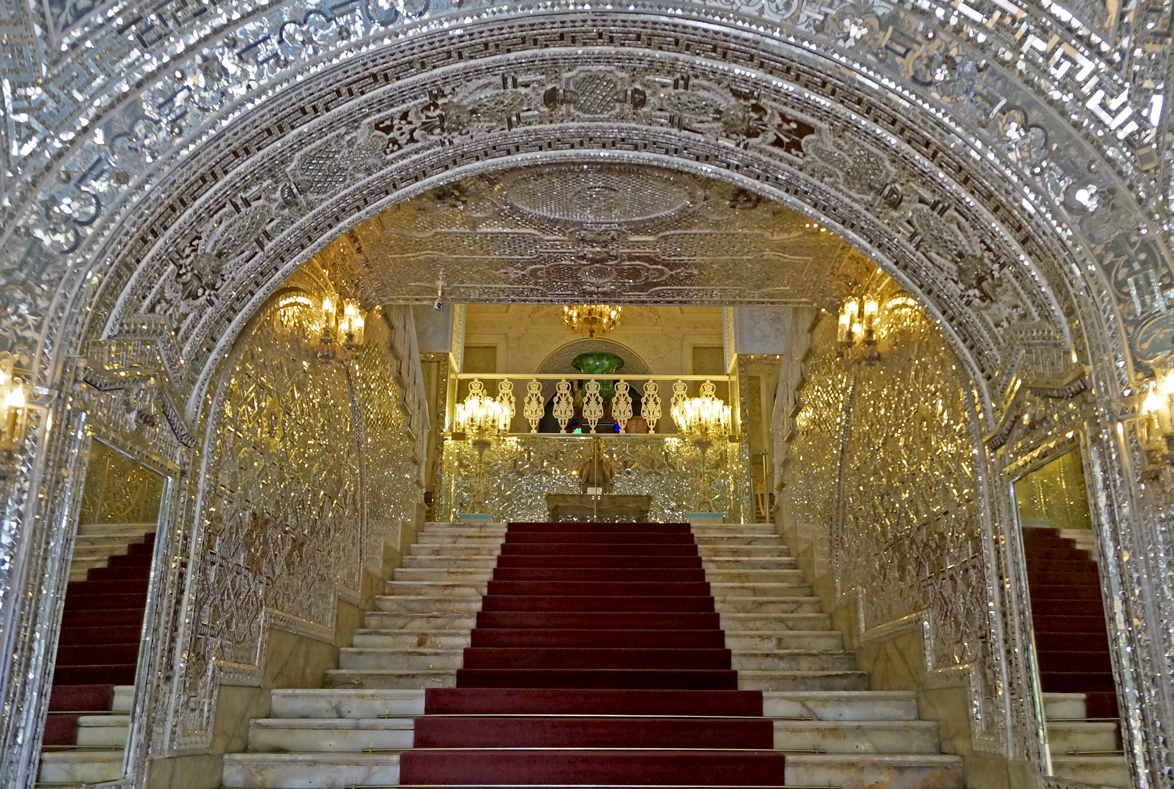
عين القاري على الدرج المؤدي إلى قاعة السلام في قصر جولستان، طهران
عين القاري في قاعة المرايا في إيران مول، طهران

## طالع أيضًا
- فسيفساء الزجاج [الإنجليزية]، وهي تقنية فسيفساء بورمية مماثلة